# Quadra (album)
Quadra – piętnasty album studyjny brazylijskiego zespołu muzycznego Sepultura. Wydawnictwo ukazało się 7 lutego 2020 roku nakładem wytwórni muzycznej Nuclear Blast.

## Lista utworów
| Nr  | Tytuł utworu                                               | Długość |
| --- | ---------------------------------------------------------- | ------- |
| 1.  | „Isolation”                                                | 4:56    |
| 2.  | „Means to an End”                                          | 4:39    |
| 3.  | „Last Time”                                                | 4:27    |
| 4.  | „Capital Enslavement”                                      | 3:40    |
| 5.  | „Ali”                                                      | 4:12    |
| 6.  | „Raging Void”                                              | 3:57    |
| 7.  | „Guardians of Earth”                                       | 5:11    |
| 8.  | „The Pentagram” (Instrumental)                             | 5:20    |
| 9.  | „Autem”                                                    | 4:06    |
| 10. | „Quadra” (Instrumental)                                    | 0:46    |
| 11. | „Agony of Defeat”                                          | 5:51    |
| 12. | „Fear, Pain, Chaos, Suffering” (Gościnnie: Emmily Barreto) | 4:09    |
|     |                                                            | 51:14   |

## Twórcy albumu
- Derrick Green – wokal prowadzący
- Andreas Kisser – gitara
- Paulo Jr. – gitara basowa
- Eloy Casagrande – perkusja, instrumenty perkusyjne